# Fortín General Eugenio Garay
Fortín General Eugenio Alejandrino Garay Argaña (anteriormente conocido como Yrendagüé) es una localidad paraguaya del Departamento de Boquerón, ubicada en el kilómetro 760 de la ruta PY09 "Transchaco", cercano a unos 14 km de la frontera con Bolivia y a unos 762 km de Asunción.
Administrativamente forma parte del distrito de Mariscal Estigarribia, ubicado a unos 238 km de distancia.

## Toponimia
Su nombre es en honor a Eugenio Alejandrino Garay, destacado militar paraguayo de la Guerra del Chaco, quien en 1934 dirigió una misión semi-suicida donde marchó más de 70 km en solo 3 días con 1400 hombres bajo su mando sin abrir ningún camino en medio de la árida selva chaqueña, para infiltrarse detrás de las líneas enemigas y realizar un ataque sorpresa donde se logró capturar el Fortín Yrendagüé y sus valiosos pozos de agua, dejando sin abastecimiento a todo el ejército boliviano de aquella zona, quienes sufrieron unas 6000 bajas en los siguientes días por la falta de agua, dando así una gran victoria para el ejército paraguayo.
Su antiguo nombre de Yrendagüé viene del idioma guaraní y significa literalmente "El lugar donde hay agua", haciendo referencia a los importantes pozos de agua que había en la zona.

## Historia
Desde 1905 Bolivia empezó a ocupar discretamente el Chaco Boreal, que en ese entonces estaba en disputa con Paraguay, fundando en el territorio pequeños fuertes militares conocidos como "fortines". 
En 1931 los bolivianos abrieron caminos desde Carandaity para comunicar sus fortines más importantes de la zona: Algodonal, Yrendagüé, Picuiba, La Faye, Garrapatal, Camacho, entre otros. Por lo que el Fortín Yrendagüé fue inicialmente un pequeño puesto militar boliviano, ubicado en el camino entre otros fortines más importantes.
Entre 1932 y 1935 estalló la Guerra del Chaco entre Paraguay y Bolivia. Dentro de ese contexto, el 8 de diciembre de 1934 el Fortín Yrendagüé fue capturado por el ejército paraguayo, en la conocida como maniobra de Yrendagüé, dirigida por el entonces coronel Eugenio Garay.
En 1938 se firmó el Tratado de paz, amistad y límites entre Paraguay y Bolivia, y el Fortín Yrendagüé quedó finalmente dentro del territorio paraguayo. Posteriormente el lugar fue renombrado como "Fortín General Eugenio Alejandrino Garay".
Desde 1973 hasta 1992 fue la capital del extinto Departamento de Nueva Asunción.

## Demografía
En la actualidad la localidad cuenta con unos 40 habitantes aproximadamente, siendo la mayoría de ellos personal militar del ejército paraguayo.